# Animal spirits

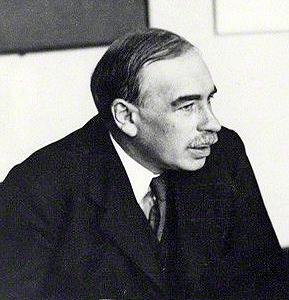
John Maynard Keynes in 1933

Animal spirits (Nederlands: animale geesten) is een term die John Maynard Keynes in zijn boek The General Theory of Employment, Interest and Money in 1936 gebruikte om de instincten, neigingen en emoties te beschrijven die ogenschijnlijk menselijk gedrag beïnvloeden en sturen, en die kunnen worden gemeten in termen van, bijvoorbeeld, consumentenvertrouwen. Dit begrip heeft een lange historie en had bij René Descartes en Isaac Newton een volkomen andere inhoud.
Het vroegere gebruik van het begrip animale geesten vinden we onder andere terug in schriften van Descartes, Newton en andere wetenschappers uit die tijd. Daar had het betrekking op de levensprocessen die door onweegbare krachten in evenwicht gehouden werden.
De animale geesten zijn van aetherische aard schrijft Newton. In een van zijn brieven over licht schreef Newton dat de animale geesten heel gemakkelijk in 'de hersenen, zenuwen en spieren kunnen leven en zo subtiel een geestwezen vast kunnen houden'. De mens als geestwezen wordt volgens Newton gedragen door de animale geesten die een etherische natuur hebben. Het gaat om het levende lichaam als drager van de menselijke ziel en geest. Ook dieren hebben een animale geesten-lichaam omdat zij ook een ziel hebben. Later, eind 18de en 19de eeuw, werd het een concept dat een psychologische inhoud verwierf maar wat altijd in verband werd gedacht met de levensprocessen van het lichaam. Daarom behield het een lagere algemene dierlijke status.
Thomas Hobbes gebruikte de uitdrukking 'animale geesten' om te verwijzen naar passieve emoties en instincten, evenals naar natuurlijke functies zoals ademhalen.
In de sociale wetenschappen verwijst Karl Marx naar 'animale geesten' in de Engelse vertaling van Capital 18, Volume 1. Marx spreekt over de animale geesten van de arbeiders, waarvan hij gelooft dat een kapitalist deze kan manipuleren door sociale interactie en concurrentie in de fabriek.